# Cartea Funciară
Cartea funciară este un registru public din România, care cuprinde evidența juridică integrală și exactă a imobilelor, proprietatea persoanelor fizice și juridice din aceeași localitate.
Cartea funciară dovedește existența dreptului real înscris, în folosul persoanei care a dobândit sau constituit cu bună-credință un drept real imobiliar, cât timp nu se dovedește contrariul.
Publicitatea imobiliară se îndeplinește pe tot teritoriul țării prin carte funciară și are ca obiect înscrierea în cartea funciară a dreptului de proprietate și a celorlalte drepturi reale care se transmit, se constituie, se modifică sau care, după caz, se sting și se radiază, ca urmare a actelor și faptelor juridice referitoare la un bun imobil.
În cartea funciară se mai înscriu, sau, după caz, se radiază și alte raporturi juridice, drepturi personale, interdicții, incapacități și litigii judiciare în legatură cu bunul imobil.
În general, un extras de carte funciară nu are o dată de expirare clar definită. Acesta rămâne valabil pe o perioadă nedeterminată și poate fi utilizat ca referință pentru proprietatea respectivă în orice moment. Cu toate acestea, este important să înțelegem că informațiile conținute într-un extras de carte funciară pot deveni învechite în timp, iar acesta poate să nu mai reflecte situația actuală a proprietății.
Orice întabulare a unui contract de vânzare-cumparare (echivalentul transcrierii în Registrul de inscriptiuni și transcriptiuni imobiliare) trebuie precedată de deschiderea Cărții funciare.
Deschiderea cărții funciare nu este condiționată de o vânzare, dar se realizează cel mai adesea în această situație.
Pentru fiecare imobil se deschide o singură carte funciară. Cartea funciară este alcatuită din titlu, indicând numarul ei și numele localității în care este situat imobilul, precum și din trei parti:
A. Partea I  sau foaia de avere (A) referitoare la descrierea imobilelor  + anexa I la foaia de avere a carții funciare cuprinzând planul imobilului
B. Partea a II-a sau foaia de proprietate (B), referitoare la înscrierile privind dreptul de proprietate.
C. Partea a III-a sau foaia de sarcini (C), referitoare la înscrierile privind dezmembramintele dreptului de proprietate si sarcini.
Partea I sau foaia de avere (A) referitoare la descrierea imobilelor, cuprinde:
a) numărul de ordine ce reprezintă un indicativ pentru teren A.1 și unul pentru fiecare construcție începând cu A.1.1 și cel cadastral al imobilului ( număr intreg de la 1 la infinit, unic pentru fiecare imobil)
b) suprafața imobilului, reieșită din măsurători cadastrale, destinația, categoriile de folosință și după caz, construcțiile. 
c) planul imobilului cu descrierea imobilului constituie anexa la partea I a cărții funciare, întocmită conform regulamentului aprobat prin ordin cu caracter normativ al directorului general al Agenției Naționale, care se publică în Monitorul Oficial al României, Partea I;
Partea a II-a sau foaia de proprietate (B), referitoare la dreptul de proprietate și alte drepturi reale cuprinde:
a) numele proprietarului;
b) actul sau faptul juridic care constituie titlul dreptului de proprietate, precum și menționarea înscrisului pe care se întemeiază acest drept;
c) strămutările proprietății;
d) dreptul de administrare, dreptul de concesiune și dreptul de folosință cu titlu gratuit, corespunzătoare proprietății publice;
e) servituțile constituite în folosul imobilului;
f) faptele juridice, drepturile personale sau alte raporturi juridice, precum și acțiunile privitoare la proprietate;
g) recepția propunerii de dezmembrare ori de comasare și respingerea acesteia, respingerea cererii de recepție și/sau de înscriere, în cazul imobilelor cu carte funciară deschisă;
h) obligații de a nu face; interdicțiile de înstrăinare, grevare, închiriere, dezmembrare, comasare, construire, demolare, restructurare și amenajare;
i) clauza de inalienabilitate a imobilului, potrivit art. 628 alin. (2) din Codul civil și clauza de insesizabilitate, potrivit art. 2.329 alin. (3) din Codul civil;
j) orice modificări, îndreptări sau însemnări ce s-ar face în titlu, în partea I sau a II-a a cărții funciare, cu privire la înscrierile făcute;
Partea a III-a sau foaia de sarcini (C), referitoare la înscrierile privind dezmembrămintele dreptului de proprietate, drepturile reale de garanție și sarcini, cuprinde:
a) dreptul de superficie, uzufruct, uz, abitație, servituțile în sarcina fondului aservit, ipoteca și privilegiile imobiliare, precum și locațiunea și cesiunea de creanță;
b) faptele juridice, drepturile personale sau alte raporturi juridice, precum și acțiunile privitoare la drepturile reale înscrise în această parte;
c) sechestrul, urmărirea imobilului sau a veniturilor sale;
d) orice modificări, îndreptări sau însemnări ce s-ar face cu privire la înscrierile făcute în această parte